# アスペルリシン
アスペルリシン(Asperlicin)は、Aspergillus alliaceusに由来するマイコトキシンである。コレシストキニン受容体CCKAの選択的アゴニストとして作用し、臨床応用される様々なCCKAアンタゴニストのリード化合物として用いられる。